# Мілуд Ребіай
Мілуд Ребіай (араб. ميلود ربيعي, нар. 12 грудня 1993, Тлемсен) — алжирський футболіст, захисник клубу «МК Алжир».
Виступав, зокрема, за клуб «ВА Тлемсен», а також олімпійську збірну Алжиру.

## Клубна кар'єра
У дорослому футболі дебютував 2011 року виступами за команду клубу «ВА Тлемсен», за чотири сезони провів лише три матчі.
2015 року дебютував у складі клубу ЕС Сетіф, кольори якої захищав до 2019 року.

## Виступи за збірну
2012 року виступав у складі молодіжної збірної Алжиру, провів п'ять матчів.
2016 року захищав кольори олімпійської збірної Алжиру. У складі цієї команди провів 1 матч. У складі збірної — учасник футбольного турніру на Олімпійських іграх 2016 року у Ріо-де-Жанейро.